# Rzeczpospolita Polska
Rzeczpospolita Polska (RP) – oficjalna nazwa państwa polskiego od drugiej połowy XVII wieku do 1795 (jedna z wielu stosowanych wówczas) oraz od 14 marca 1919 do 22 lipca 1952 i ponownie od 31 grudnia 1989.
Słowo rzeczpospolita oznacza to samo co słowo republika, jednak współcześnie jest stosowane wyłącznie w odniesieniu do Polski, Republiki Rzymskiej, Republiki Weneckiej lub Republiki Nowogrodzkiej. Historyczne połączenie Polski i Litwy nazwano Rzecząpospolitą Obojga Narodów ze względu na status republikański państwa, a nie dlatego, że to było połączenie Polski z innym krajem. Do czasów II wojny światowej w nomenklaturze polityczno-prasowej słowem rzeczpospolita określano również inne państwa o ustroju republikańskim np. Rzeczpospolita Francuska.
Wzorem Francji w historiografii i publicystyce polskiej stosuje się numerację RP, przy czym inaczej niż we Francji zmiany kolejnego numeru Rzeczypospolitej nie następowały po każdej zmianie ustrojowej (np. po wprowadzeniu Konstytucji kwietniowej w 1935 roku), ale po odzyskaniu przez Polskę niepodległości w 1918 i 1989 roku. W historii Polski wyróżnia się trzy Rzeczypospolite (nie licząc okresu 1944–1952 i PRL).

## I Rzeczpospolita

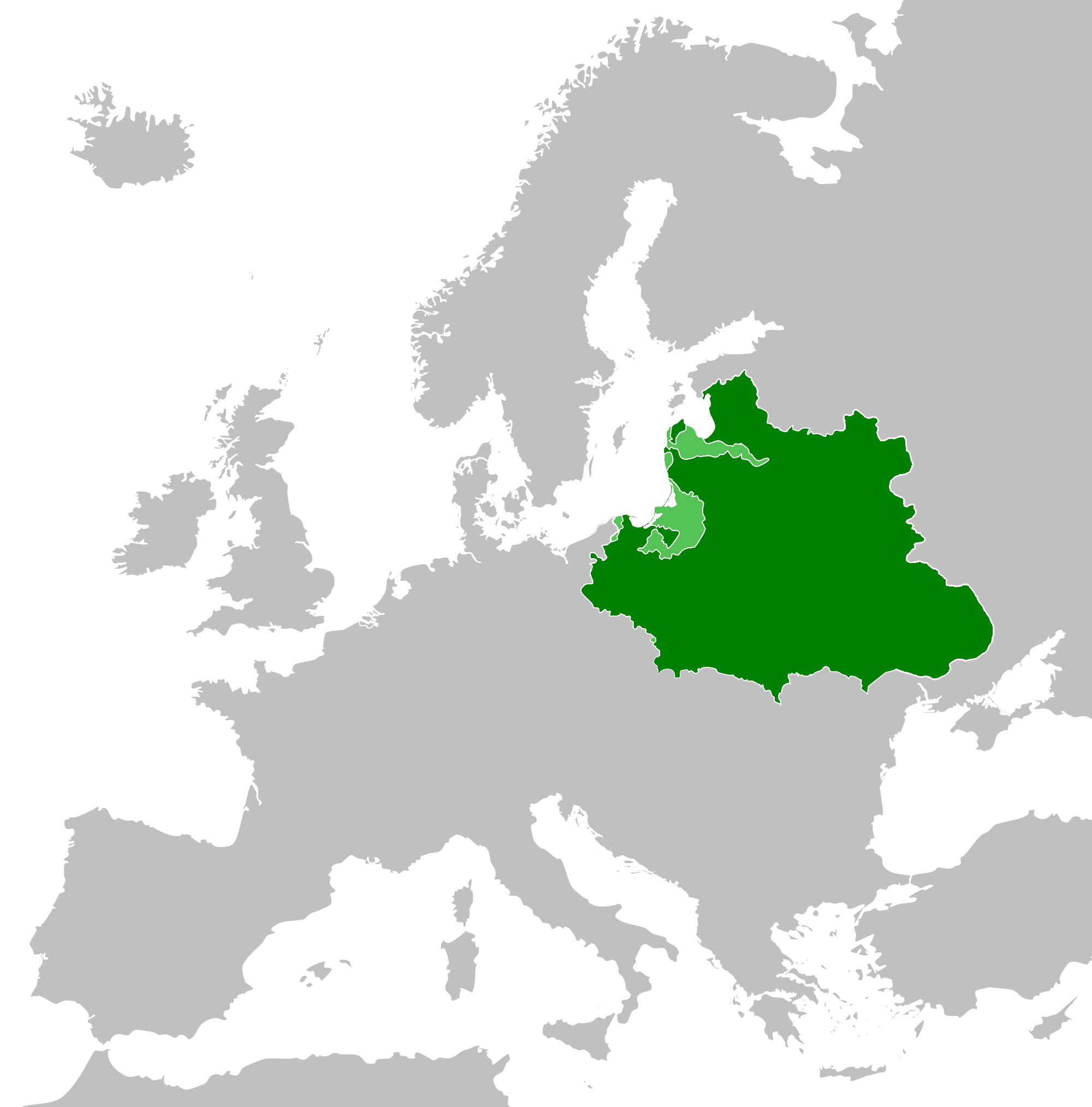
Rzeczpospolita Obojga Narodów w największych granicach

I Rzeczpospolita zwana jest również Rzecząpospolitą szlachecką lub Rzecząpospolitą Obojga Narodów. Nazwa Rzeczpospolita Polska była używana jako oficjalna nazwa państwa polsko-litewskiego od drugiej połowy XVII wieku. Forma ustroju I Rzeczypospolitej jest określana jako demokracja szlachecka. Prawa polityczne przysługiwały około 10% mieszkańców, co w ówczesnej Europie stanowiło ją jednym z nielicznych przykładów państwa, w którym znacząca liczba obywateli miała wpływ na politykę władzy. Trudno wyznaczyć początek I Rzeczypospolitej. Za symboliczne daty jej powstania uważa się rok 1454 (wydanie przywilejów cerekwicko-nieszawskich), 1505 (konstytucja Nihil novi) lub 1569 (zawarcie unii lubelskiej i powstanie Rzeczypospolitej Obojga Narodów). Końcem zaś I Rzeczypospolitej jest jej III rozbiór w 1795 r.

## II Rzeczpospolita

II RP na mapie Europy w czasie dwudziestolecia międzywojennego

II Rzeczpospolita istniała od odzyskania niepodległości przez Polskę i przekazania przez Radę Regencyjną pełni władzy cywilnej i wojskowej w Królestwie Polskim Józefowi Piłsudskiemu 14 listopada 1918 r. Za jej koniec uznaje się 5 lipca 1945, gdy w konsekwencji ustaleń konferencji jałtańskiej Rząd RP na uchodźstwie utracił uznanie Wielkiej Brytanii i Stanów Zjednoczonych, a w konsekwencji pozostałych państw tworzonej wówczas Organizacji Narodów Zjednoczonych. Oznaczało to przejęcie majątku i reprezentacji Polski na arenie międzynarodowej przez podporządkowany komunistom Tymczasowy Rząd Jedności Narodowej w Warszawie. Prezydent i Rząd RP na uchodźstwie utracili w konsekwencji status podmiotu prawa międzynarodowego, choć kontynuowali swą działalność aż do pierwszych powszechnych wyborów prezydenckich w Polsce w 1990 r. 22 grudnia 1990 ostatni prezydent RP na uchodźstwie Ryszard Kaczorowski przekazał insygnia prezydenckie II Rzeczypospolitej i rękopis konstytucji kwietniowej pierwszemu wybranemu w wolnych wyborach prezydentowi III Rzeczypospolitej – Lechowi Wałęsie.

## Polska Ludowa

### Rzeczpospolita Polska
22 lipca 1944 roku Józef Stalin, powołując Polski Komitet Wyzwolenia Narodowego, rozpoczął tworzenie administracji państwowej w Polsce na terenach zajętych przez Armię Czerwoną. Administracja ta zastąpiła siłą (przy użyciu aparatu represji NKWD) struktury Polskiego Państwa Podziemnego będące kontynuacją II Rzeczypospolitej w kraju i podporządkowane rządowi RP na uchodźstwie. W konsekwencji decyzji konferencji jałtańskiej, w lutym 1945 roku Wielka Brytania i USA w porozumieniu z ZSRR uznały Rząd Tymczasowy Rzeczypospolitej Polskiej (w który 31 grudnia 1944 roku został przemianowany PKWN) za podstawę do utworzenia w trybie konsultacji trzech mocarstw Tymczasowego Rządu Jedności Narodowej. Po konferencji moskiewskiej, która odbywała się w czerwcu 1945 roku, równolegle do pokazowego procesu szesnastu przywódców Polskiego Państwa Podziemnego (aresztowanych w prowokacji NKWD 19 marca 1945 roku), rządy Wielkiej Brytanii i Stanów Zjednoczonych wycofały 5 lipca 1945 roku uznanie dla rządu RP na uchodźstwie i uznały Tymczasowy Rząd Jedności Narodowej w Warszawie za prawnego reprezentanta państwa polskiego – Rzeczypospolitej Polskiej. Podobnie jak w powojennej Czechosłowacji, w Polsce nie określano istniejącej w latach 1944–1952 Rzeczypospolitej kolejnym numerem porządkowym, choć z formalnego punktu widzenia RP (bez numeracji) była następcą prawnym II RP.

### Polska Rzeczpospolita Ludowa

PRL w Europie w czasach zimnej wojny

Po pełnym przejęciu władzy w Polsce przez PPR i następnie stalinizacji życia publicznego (rezygnacji z fasady rządów wielopartyjnych na rzecz tzw. kierowniczej roli partii komunistycznej (PZPR) – dyktatura monopartyjna), w 1952 r. nazwę państwa (równolegle do zmian nazw podporządkowanych ZSRR: Węgier (Węgierska Republika Ludowa), Rumunii (Rumuńska Republika Ludowa) i Bułgarii (Ludowa Republika Bułgarii)) zmieniono w nowej, współredagowanej przez Stalina konstytucji na Polska Rzeczpospolita Ludowa. Ostateczną wersję polskojęzyczną Konstytucji PRL opracował Bolesław Bierut. Po przemianach demokratycznych roku 1989 ustawą Sejmu PRL przywrócono z dniem 31 grudnia 1989 historyczną nazwę państwa polskiego – Rzeczpospolita Polska. Okres od upadku PRL, zapoczątkowanego umową Okrągłego Stołu i wyborami 4 czerwca 1989 należy już do historii III Rzeczypospolitej.

## III Rzeczpospolita

III Rzeczpospolita na mapie Europy

III Rzeczpospolita, demokratyczna i suwerenna republika parlamentarna. Za jej początek uważa się: 4 czerwca 1989 (zwycięstwo „Solidarności” w wyborach kontraktowych), 24 sierpnia 1989 (powołanie przez Sejm Tadeusza Mazowieckiego na stanowisko premiera), 29 grudnia 1989 (nowelizacja konstytucji m.in. zmieniająca oficjalną nazwę kraju na Rzeczpospolita Polska z dniem 31 grudnia 1989) lub też 22 grudnia 1990 r. (przekazanie insygniów władzy przez prezydenta Ryszarda Kaczorowskiego podczas zaprzysiężenia prezydenta Lecha Wałęsy). Podczas tego ostatniego wydarzenia Wałęsa powiedział, że „z tą chwilą zaczyna się uroczyście III Rzeczpospolita Polska”.
Czasami wymieniane są też późniejsze daty, na przykład pierwsze w pełni wolne wybory parlamentarne 27 października 1991 r.